# Heleomyza velutina
Heleomyza velutina är en tvåvingeart som beskrevs av Walker 1853. Heleomyza velutina ingår i släktet Heleomyza och familjen myllflugor. Inga underarter finns listade i Catalogue of Life.